# Алиханмахи
Алиханмахи (дарг. Гӏялиханмахьи, в пер. «Отсёлок Алихана») — село, центр с/с (в 1926-28, 1934-52 и с 1992) в Акушинском районе Дагестана. Село до 1933 входило в состав Левашинского, а в 1946-56 — Цудахарского) района.

## География
Расположено в 24 км к северо-западу от с. Акуша, на р. Акуша (бассейн р. Казикумухское Койсу).

## Население
| 1888 | 1895 | 1926 | 1939 | 1970 | 1989 | 2002 |
| ---- | ---- | ---- | ---- | ---- | ---- | ---- |
| 405  | ↘395 | ↘340 | ↗361 | ↗402 | ↗490 | ↗732 |
| 2010 | 2021 |      |      |      |      |      |
| ↗826 | ↘591 |      |      |      |      |      |

## История
Центр сельского общества (в XIX в.).